# مارتین لیواماگی
مارتین لیواماگی  (به انگلیسی: Martin Liivamägi) (زادهٔ ۵ ژوئیهٔ ۱۹۸۸) شناگر اهل استونی است.